# Yabea
Yabea est un village de la Région du Littoral au Cameroun, situé dans la commune de Dibombari, sur la route qui relie Bwélélo à Yassem.

## Population et développement
En 1967, la population de Yabea était de 84 habitants, essentiellement des Bakoko. Elle était de 48 lors du recensement de 2005.